# マーク・ウォーカー
マーク・ウォーカー（Mark Walker、1961年10月16日 - ）は、ジャズ、ラテン・ジャズを始めとした多様なジャンルで演奏しているドラマー、作曲家。

## 概要
ジャズ、中南米音楽、ファンクや民族音楽に秀でる、最も多才なドラマーの一人であり、作曲家。1980年代始めよりセッション・ドラマーとして、1980年代後期からはツアー・プレイヤーとしても活動している。これまでに参加したアルバムは 90 枚を超え、そのうち 6枚はグラミー賞やラテン・グラミー賞を獲得。それ以外の9枚もそれらの候補になっている。 また作曲家としても、グラミー賞に１度ノミネートされている。バークリー音楽大学教授。
これまでツアーやレコーディングで共演したミュージシャンは Lyle Mays, Michel Camilo, Eliane Elias, Cesar Camargo Mariano, Patricia Barber, the WDR Big Band, the Caribbean Jazz Project, GraceKelly, Linda Eder, Andy Narell, Rosa Passos, Michael Brecker, Toninho Horta, Chucho Valdes, Filo Machado, Dianne Reeves, Regina Carter, James Ingram, Joao Bosco, Leny Andradeなど多数。特にパキート・デ・リヴェラ（1989年〜）やオレゴン（1997年〜）とは、長年レギュラーとして活動を続けている。

## 経歴
イリノイ州シカゴに生まれる。10歳でドラム・セットを始め、高校時代よりプロとしてクラブ、コンサート、レコーディングでの演奏活動をするようになる。Roy C. Knappのもとで学んだのち、シカゴ周辺において、幅広いレンジのスタイルでさまざまな演奏の経験を積み、後には映画音楽、ジングル、レコーディングに真っ先に声がかかるドラマーおよびパーカッショニストとなる。
1995年にニューヨークに移住後、数多くのグラミー賞やラテン・グラミー賞受賞やそれらの候補となったアルバムで演奏し、また2008年には作曲家としてもグラミー賞の「最優秀インストゥルメンタル作曲賞部門」の候補となっている。
2001年よりバークリー音楽大学で指導にあたり、南アメリカやカリビアン・リズム、ドラム・セットのためのアフロ・キューバンなどのコースを教えている。